# Infidelitat
|  | No s'ha de confondre amb adulteri. |

La infidelitat  és l'incompliment d'un compromís de fidelitat.
En la seva accepció més comuna, el terme  fidelitat  fa referència al respecte mutu entre els membres d'una parella, en particular al respecte i compliment d'un pacte, explícit o implícit, d'exclusivitat. En aquest context, ser fidel significa pensar en la persona que tenim a un costat, que quan aquesta persona ens necessiti, serem amb ella, no ocultar res respecte d'altres persones, només tenir relacions íntimes amb la persona que hem decidit mantenir les nostres banda, és a dir, amb la nostra parella. L'aplicació del concepte pot variar segons les nostres concepcions, o segons l'orientació sexual, i es pot parlar de fidelitat en la relació entre un home i una dona, o entre dos homes, o entre dues dones. Per tant, en la seva accepció més comuna, la infidelitat és trencar aquest pacte tàcit de mantenir relacions sexuals exclusivament amb la persona que hem triat lliurement com a parella.
Popularment, la infidelitat a les relacions afectuoses del tipus romàntic, a curt o llarg termini, establertes amb persones diferents del enllaç oficial que sovint es mantenen en secret per considerar-se com una amenaça a la institució familiar.
No obstant això, la paraula "infidelitat" es pot aplicar a la ruptura de qualsevol compromís que hàgim pres lliurement i que, per qualsevol circumstància, posteriorment hem decidit trencar.

## Motius de la infidelitat amorosa
Tant en humans com altres animals se solen combinar les dues tàctiques reproductives oposades: la monogàmia i la poligàmia, encara que històricament moltes societats s'oposen a aquesta última. Les causes de la infidelitat humana són múltiples, estan relacionades amb la personalitat i la història eròtica individual; podrien ser insatisfacció (sexual, econòmica, intel·lectual, social, etc.), avorriment, curiositat, cerca de novetat, narcisisme, venjança, desenamorament, solitud, l'habilitat de conquesta del tercer involucrat, necessitat d'amor, comunicació deficient, crisi, abandó emocional, etcètera.
Cal ressaltar que la tipificació de la conducta infidel' així com les seves sancions varien d'acord amb els consensos individuals i socials. Això permet classificar com a infidelitat tant a les relacions basades únicament en atracció i relacions sexuals, d'una banda (infidelitat sexual); o relacions afectives de caràcter eròtic sense contacte sexual, per l'altre (infidelitat emocional).

## Perspectives científiques i anàlisis metodològiques

### Psicologia i sociologia
Freqüentment es refereix a la infidelitat com una de les principals situacions que apareix el conflicte en les relacions amoroses monògames. El seu descobriment generalment porta emocions desagradables com tristesa, baixa autoestima i enuig per al membre «enganyat», qui en molts casos sol retirar tota la confiança dipositada en la parella. Tot i que és considerada una de les principals causes de divorci, no necessàriament significa el final de la relació. Entre les principals causes que eviten el trencament, a més dels forts vincles afectius, hi ha el temor a la solitud, evitar el dany a l'altre, no expandir el conflicte cap als fills i no modificar la qualitat de vida.
Sovint un dels símptomes associats a la infidelitat és la gelosia; si hi ha la presència d'una infidelitat real, aquests són part dels símptomes associats i tenen una qualitat «objectiva»; si per contra, no hi ha una infidelitat, consisteixen en una celopatia. Sobre això, el Manual diagnòstic i estadístic dels trastorns mentals de la APA assenyala que encara que poden existir evidències per sospitar que la parella és infidel, també aquestes conjectures poden ser de caràcter imaginari, provocant en els subjectes gelosia infundada i fins i tot delirant. Aquesta gelosia apareix sense motiu i comporten acusacions i conductes encaminades a coartar la llibertat de la parella, cerca afanosa d'indicis que comprovin la sospita, preguntes assetjants, interpretacions errònies i records falsos.
El psicòleg estatunidenc Aaron T. Beck va assenyalar que la infidelitat conjugal, tot i ser força comú, causa un efecte tan traumàtic en el consort ofès a causa del significat simbòlic de l'«avendtura de sexe extramarital». Això degut al pensament polar de tot-o-res, on es conclou que una parella és totalment fidel o totalment infiel sense cabuda a punts intermedis. També va destacar que és comú una visió negativa de la infidelitat, ja que sol ser equiparada amb paraules descriptives com: traïció, engany, perfídia; el que genera una “percepció catastròfica” del què passarà. A més, va exposar que un efecte freqüent després de descobrir una infidelitat és la devaluació no de la parella sinó de la pròpia persona, manifestant dubtes sobre l'atractiu i la suficiència mitjançant pensaments automàtics com a «fracassat», «no serveixo de res», «ningú em necessita», etc. D'altra banda, va afirmar que la infidelitat no és necessàriament la causa d'afebliment d'una relació, sinó que fins i tot pot ser el símptoma d'una relació ja vacil·lant. Finalment, ell va apuntar que, com molts altres trastorns emocionals, els símptomes associats a la infidelitat són tractats amb el replantejament dels significats personals mitjançant el treball en teràpia.
Per la seva banda, els sociòlegs Philip Blumstein i Pepper Schwartz, al seu llibre American Couples, també citats per Beck, van estimar que almenys el 21 % de dones i el 37% d'homes havia tingut una aventura extramatrimonial en deu anys de matrimoni (dades de Estats Units a 1983), i que encara consideraven la monogàmia com un ideal. A més, ells van observar que (dades certes diferències de gènere socialment establertes) en les parelles heterosexuals els homes i les dones tendeixen a interpretar les converses sobre la infidelitat de manera diferent: els esposos creuen que han rebut el consentiment de les seves dones, mentre que aquestes suposen que els han reiterat la seva oposició.
El també psicòleg estatunidenc Albert Ellis va opinar que la infidelitat generalment no «destrueix» un matrimoni i que és un motiu exagerat per acabar una relació. Per ell, el sexe extramatrimonial només és perjudicial quan a les persones involucrades realment no els agrada conviure. És a dir, la perspectiva de la TREC sobre la infidelitat és que aquesta només és conflictiva quan va acompanyada de creences irracionals que desencadenen emocions inadequades. Sota el model A-B-C, el descobriment de la infidelitat seria l'activant, l'enuig i la tristesa serien la conseqüència indesitjable, enmig d'aquestes dues hi hauria un sistema de creences racionals '(per exemple: «no és grat que la meva parella hagi tingut relacions sexuals amb una altra persona»), però sobretot idees irracionals com: «això no pot estar passant», «és horrible», «no puc bregar amb això», «sóc indigne de ser estimat», etc. També es presentarien exigències absolutistes de ser estimat i aprovat (per tots i en tot moment). De la mateixa manera, la commoció generada pel procés vindria a distorsionar la percepció; així, per exemple es veuria la parella com un complet desconegut i es esbiaixaria o ometria els moments agradables amb la parella. D'aquesta manera, la persona aniria creant conclusions ràpides i precipitades que el portarien fins i tot a un estat depressiu i autoderrotista. Per al tractament d'aquests símptomes, Ellis i els terapeutes racionals debaten amb el client qüestionant les seves idees rígides i tendencioses, demostrant l'absència d'evidències i buscant generar idees més lògiques. Al final, la persona podria acceptar que la infidelitat de la seva parella, encara que dolorosa, no és «catastròfica» i que encara que aquesta pugui ser considerada moralment «dolenta» no faria a qui la va cometre una mala persona (perquè per a Ellis, l'ésser no és definit per la conducta).

### Biologia
Des de la perspectiva biològica, un estudi en ratolins va revelar una estreta relació entre l'exclusivitat de les parelles i la regulació, determinada genèticament, de l'oxitocina i la vasopresina. La disminució d'aquestes substàncies podrien portar com a conseqüència el fenomen descrit com a infidelitat. Així mateix, és probable que les substàncies trobades als ratolins també juguin un paper important en la fidelitat/infidelitat humana. Igualment, alguns biòlegs suposen que la tendència a la infidelitat tindria un origen adaptatiu: en les femelles vindria a assegurar major protecció i recursos per als fills quan es compta amb diversos amants; mentre que per als mascles, asseguraria una major contribució genètica per a la propera generació.

### Psicoanàlisi
Des de la psicoanàlisi i la teràpia psicodinàmica, el psiquiatre Mario Campuzano proposa que la infidelitat prové d'una fixació en l'etapa sàdic-anal, donant la variant dominant/dominat, sàdic/masoquista i cels/ infidelitat, a més consisteix en un reflex del triangle edípic. Es pot manifestar de dues maneres: una «benigna» i una altra «maligna». En la primera, el tercer involucrat esdevé un objecte transicional, és a dir, passatger i en funció de les pròpies necessitats conscients o inconscients de la parella formal. A l'altra forma, el tercer funciona com un facilitador d'agressió, menyspreu, rebuig o venjança. Així mateix, cercar relacions mitjançant la infidelitat podria ser un esforç compensatori conscient davant la insatisfacció sexual amb la parella o bé tenir raons merament inconscients. D'aquesta manera, la infidelitat seria de vegades “l'alternativa presa per evitar o disminuir la relació afectiva profunda amb un altre ésser humà”; una recerca de llibertat, encara que il·lusòria, davant d'una relació conjugal que genera una ansietat “atrapant” que alhora es desitja i es tem. Així, les relacions extramaritals serien com un «calmant momentani» per a aquest malestar. Ara bé, un altre tipus de persones infidels serien aquells que busquen relacions extramaritals no pel temor a la proximitat amb la parella sinó com una reacció al temor que tenen davant de la responsabilitat.

### Marxisme
Per al marxisme tant la fidelitat com la infidelitat són vistes com el resultat de les condicions socials i històriques que legitimen o prohibeixen les relacions monogàmiques o poligàmiques. Friedrich Engels a [[[L'origen de la família, la propietat privada i l'estat]] va sostenir que en les societats patriarcals, on la dona passa a ser propietat privada de l'home, la infidelitat femenina és vista amb menyspreu i fins i tot castigada, mentre que la infidelitat masculina pot ser fins i tot un dret. Això pel fet que la fidelitat femenina assegura la paternitat i, per tant, l'herència de béns a la progenie lligada a un únic home. No obstant això, Engels va assenyalar que les relacions basades en els drets de propietat i la monogàmia obligatòria només poden conduir a la proliferació de la immoralitat i la prostitució.

### Microeconomia
Partint d'una anàlisi microeconòmica, el subjecte infidel, que manté una relació il·legal o informal, en contraposició a una legal, oficial o principal, oscil·la d'una relació a una altra depenent de la satisfacció sexual i emocional obtinguda en cadascuna. És a dir, a mesura que el benefici disminueix i el cost augmenta en la parella legal, es recorre a la il·legal, i quan la qualitat d'aquesta decreix es torna a la principal. Perseguint així el màxim beneficis.